# Cherry Healey
Cherry Healey, właściwie Cherry Kathleen Chadwyck-Healey (ur. 5 grudnia 1980) – brytyjska prezenterka telewizyjna BBC.

## Życie prywatne
Ojciec Cherry, Nicolas jest synem 4 baroneta. Uczęszczała do Cheltenham Ladies' College do 2000 roku. Posiada dyplom Edukacji Teatralnej z Central School of Speech and Drama. Healey ma córkę Coco (ur. 2009). Latem 2010 roku poślubiła Rory'ego Allena. Cherry ma szeroki zakres zainteresowań kulturalnych, w tym film, taniec, gotowanie i moda. Napisała kilka publikacji dla magazynów „Grazia”, „You Me Baby” i „Cellardoor online”. 24 października 2013 roku na swoim profilu na Twitterze poinformowała, że urodziła drugie dziecko - syna Edwarda.